# Sabine Röther
Sabine Röther (n. 17 iunie 1957, Rostock, RDG) este o handbalistă ce a reprezentat Germania, medaliată olimpică. A participat la o ediție a Jocurilor Olimpice (1980) în care a câștigat o medalie de bronz.

## Participări
Lista de mai jos prezintă principalele competiții la care a participat Sabine Röther de-a lungul carierei.
- handball at the 1980 Summer Olympics – women's tournament[*]